# Del av Sandbäck och del av Agerum
Del av Sandbäck och del av Agerum is een plaats in de gemeente Sölvesborg in het landschap Blekinge en de provincie Blekinge län in Zweden. De plaats heeft 102 inwoners (2005) en een oppervlakte van 17 hectare.